# Special-Monneret
Special-Monneret is een historisch merk van motorfietsen.
De bedrijfsnaam was: Ets. G. Monneret, Paris.
Dit was een Frans bedrijf van de beroemde coureur en recordhouder Georges Monneret, die behalve motordealer ook een eigen fabriek had waar hij voornamelijk sportieve tweetakten met 49cc-VAP- en Sachs-blokken maakte. De productie liep van 1952 tot 1958.